# Nothosz
A nothoszok (görög νοθος, 'fattyú') az ókori Athénban (és más poliszokban is) a polgárjoggal nem rendelkezők egyik rétege volt, akik polgárjoggal rendelkezők (politészek) és nem rendelkezők vegyes házasságából vagy házasságon kívül születtek.
A nothoszok ki voltak zárva az öröklésből, azaz ha egy politésznek nem volt sem törvényes fia, sem lánya, akkor a vagyont az apa – csak férfi lehetett politész – oldalági rokonai örökölték. A nothoszoknak nem volt választójoguk, kivéve, ha polgárjogot adományoztak nekik, azaz ha politészek lettek.  A szigorú, mind apai, mind anyai részről – utóbbi esetben passzív, apai – politészi származást Periklész polgárjogi törvénye követelte meg i. e. 451-től.
A nothosz ugyanakkor nem volt metoikosz, sem xénosz (külföldi), hiszen athéni polgártól született Athénban és az ő házában nőtt fel. Gazdasági szerepükről szinte semmit sem tudunk, mindenesetre jelentős számuk – Plutarkhosz szerint i. e. 451-ben minden negyedik polgár nem tudta származását igazolni – miatt a társadalom képét jelentősen befolyásolhatták.
Az i. e. 411-es (négyszázak) és i. e. 404-es (harmincak) oligarchikus rendszerek vagyoni cenzus alapján 5000-re ill. 3000-re korlátozták a politészek számát, a többiek ideiglenesen szintén valószínűleg nothoszok, vagy egy hozzájuk nagyon hasonló jogállású más réteg lettek, amiről nem szólnak a források.

## Híres nothoszok és majdnem nothoszok
Érintett volt a szigorú polgárjogi törvényt bevezető Periklész Aszpáziától született fia, az ifjabb Periklész is, akinek polgárjogot adományoztak. Ha a szigorú törvény korábban is létezik, akkor nothosz lett volna a híres athéni politikus, Kimón is, aki Miltiadésznak Hegeszipülétől, Olorosz trák király lányától született fia volt. Vagy nothosz lett volna Themisztoklész is, akinek anyja szintén trákiai vagy káriai származású volt.